# Oblast Grozny
De oblast Grozny (Russisch: Гро́зненская о́бласть, Groznenskaja oblast) was een oblast van de Russische Socialistische Federatieve Sovjetrepubliek. Deze werd op 7 maart 1944 als okroeg Grozny (Грозненский округ) opgericht uit de restanten van de afgeschafte en herverdeelde Tsjetsjeens-Ingoesjetische ASSR. Twee weken later werd het okroeg een oblast. Op 9 januari 1957 werd het oblast weer afgeschaft.

## Oprichting
Na de opstand van 1940-1944 in Tsjetsjenië deporteerde de Sovjetregering de gehele Tsjetsjeense en Ingoesjische bevolking. De ontruimde Tsjetsjeens-Ingoesjetische Autonome Socialistische Sovjetrepubliek werd op 7 maart 1944 afgeschaft en haar grondgebied opgedeeld. Het zuidelijke bergachtige gebied werd bij de Georgische SSR gevoegd, het westelijke Ingoesjische gebied bij de Noord-Ossetische ASSR en een oostelijke strook ging naar de Dagestaanse ASSR. Het resterende gebied werd samengevoegd met de districten Kizljarski en Naoerski van de kraj Stavropol en werd de okroeg Grozny binnen Stavropol. Enkele weken na de oprichting werd op 22 maart 1944 het okroeg omgevormd in een oblast.
Het grootste deel van het grondgebied in het noorden was etnisch gemengd Nogai en Russisch (Terek-Kozakken), hoewel de zuidelijke gebieden meest etnisch Tsjetsjeens land omvatten, dat nu was ontruimd. Hier vestigden zich voornamelijk vluchtelingen uit de westelijke regio's van de Sovjet-Unie die de Duitse invasie en bezetting ontvluchtten. Halverwege de jaren vijftig werd de regio economisch winstgevend.

## Afschaffing en gevolgen
In 1956 vaardigde de Sovjetregering een decreet uit over het herstel van de onderdrukte volkeren. Enkele duizenden Tsjetsjenen en Ingoesjen maakten van deze kans gebruik om terug te gaan naar hun ouderlijk huis. Aan de ene kant zorgde dit voor een nieuw arbeidspotentieel, aan de andere kant rees de vraag naar herstel van de Tsjetsjeens-Ingoesjetische ASSR en volledige rehabilitatie van de Tsjetsjenen en Ingoesjen. Dit laatste zorgde voor verschillende problemen, aangezien de meeste van hun huizen nu werden bewoond door nieuwkomers. Desalniettemin herstelde de Opperste Sovjet van de RSFSR in januari 1957 de Tsjetsjeens-Ingoesjetische ASSR en schafte de oblast Grozny af. De grenzen van vóór 1944 werden echter niet hersteld. Het district Kizljarsky werd overgedragen aan de Dagestaanse ASSR (die het bestuurde in 1923-1937) en de districten Naoerski en Sjelkovski op de linkeroever van de Terek die aan Tsjetsjenië grenzen bleven bij de Tsjetsjeens-Ingoesjetische ASSR. Dit gebeurde voornamelijk vanwege de sterke economische banden die ze met Grozny hadden, maar ook om de etnische samenstelling van de nieuwe republiek af te zwakken. Ze werden de centrale vestigingszones voor de terugkerende Tsjetsjenen, om te voorkomen dat deze zich opnieuw in de berggebieden zouden vestigen.
Bij terugkeer werden de gedeporteerde volkeren negatief onthaald door de nog steeds overheersend Russische bevolking van de regio, vooral in de strijd over land en huizen. Dit escaleerde tijdens rellen in augustus 1958, waarbij de Russen eisten dat ofwel de oblast Grozny zou worden hersteld of dat de Tsjetsjeens-Ingoesjetische ASSR zou worden omgevormd tot een republiek zonder titulaire natie, zoals het naburige Dagestan. De onrust werd door de Sovjet-militie neergeslagen.
Door de sociale discriminatie ten gunste van de dominerende nationaliteit begon halverwege de jaren zeventig een systematische emigratie van Russen uit de republiek. Tegen het einde van de jaren zeventig werden alle administratieve functies van Tsjetsjenië-Ingoesjetië bekleed door Tsjetsjenen. De Tsjetsjenen vormden tegen het einde van de jaren tachtig de meerderheid in alle bergachtige streken, en bijna de helft van de bevolking in traditioneel etnische Russische/Kozakkenregio's. Hieronder vielen de linkeroevers van de rivieren Terek en Soenzja, en de steden Grozny en Goedermes. Het was de opmaat tot een massale etnische zuivering van de Russische bevolking in de jaren negentig. Sindsdien vormen Russen nog slechts een kleine minderheid in zowel Tsjetsjenië als Ingoesjetië.